# Tomoxioda
Tomoxioda is een geslacht van kevers uit de familie spartelkevers (Mordellidae).
Het geslacht is voor het eerst wetenschappelijk beschreven in 1950 door Ermisch.

## Soorten
Het geslacht omvat de volgende soorten:
- Tomoxioda aterrima (McLeay, 1872)
- Tomoxioda auropubescens Ermisch, 1950